# Alcubillas (kommunhuvudort)
Alcubillas är en kommunhuvudort i Spanien.   Den ligger i provinsen Provincia de Ciudad Real och regionen Kastilien-La Mancha, i den centrala delen av landet, 190 km söder om huvudstaden Madrid. Alcubillas ligger 810 meter över havet och antalet invånare är 685.
Terrängen runt Alcubillas är platt. Runt Alcubillas är det ganska glesbefolkat, med 40 invånare per kvadratkilometer. Närmaste större samhälle är Infantes, 10,7 km öster om Alcubillas. Trakten runt Alcubillas består till största delen av jordbruksmark.